# بين بوسويل
بين بوسويل (بالإنجليزية: Ben Boswell)‏ هو لاعب كرة قدم أمريكية أمريكي، ولد في 4 مارس 1910 في فورت وورث في الولايات المتحدة، وتوفي في 30 مايو 1968.